# سهول ایکس۶
سهول ایکس۶ یک کراس اوور جمع و جور است که توسط جی‌ای‌سی با نام تجاری سهول تولید می‌شود. سهول ایکس۶ در ابتدا قرار بود در طول توسعه اولیه، سهول ایکس۵ نامیده شود، و بر اساس همان پلتفرم جک اس۵ بود در حالی که برای برند سهول با طراحی کاملاً متفاوت به روز می‌شد. سهول ایکس۶ به عنوان یک کراس اوور جمع و جور، پایین‌تر از سهول ایکس‌کیو یا در سطح جهانی جک جی‌اس۶ و بالاتر از سهول ایکس۴ قرار داشت.

## بررسی اجمالی

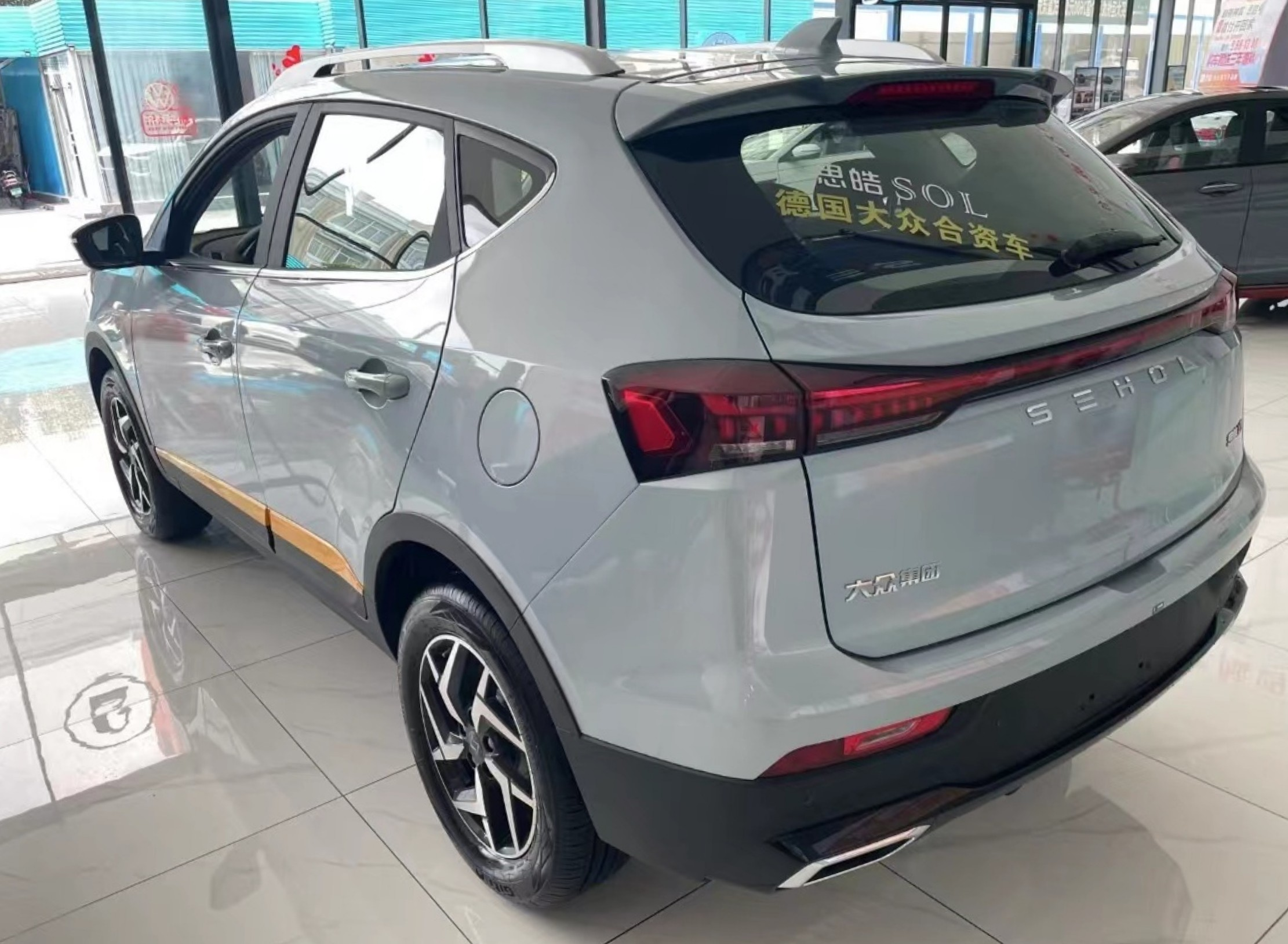
نمای از پشت سهول ایکس۶

علیرغم انتشار تصاویر مطبوعاتی در اواخر سال ۲۰۲۱، سهول ایکس۶ به‌طور رسمی برای نمایشگاه خودرو پکن ۲۰۲۲ در بازار چین رونمایی شد. درست مانند اکثر محصولات سهول در آن زمان، سهول ایکس۶ به شدت بر اساس خودروهای قبلی جک است و دارای طراحی نمای جلویی است که از بقیه طیف خودروهای سهول متمایز است.

### پیشرانه
سهول ایکس۶ مجهز به موتور ۱٫۵ لیتری چهار سیلندر توربوشارژ مشترک با سهول ایکس۴ است. حداکثر قدرت ۱۵۰ اسب بخار و حداکثر گشتاور ۲۱۰ نیوتن متر است.

## کی‌ام‌سی X5 در ایران
در بازار ایران، خودرو کی‌ام‌سی X5 که توسط کرمان موتور عرضه می‌شود، همان خودرویی است که در بازار چین با نام‌های جک JS5 و سهول X6 به فروش می‌رسد. این خودرو که بر روی پلتفرم و بدنه جک S5 توسعه یافته، در سال ۲۰۲۲ وارد بازار چین شد. هنوز مشخص نیست که کی‌ام‌سی X5 به عنوان جایگزینی برای جک S5 نیو در خط تولید کرمان موتور قرار می‌گیرد یا در کنار آن به مشتریان عرضه خواهد شد.